# Petra Cetkovská
Petra Cetkovská (Prostejov, Checoslovaquia, 8 de febrero de 1985) es una jugadora de tenis profesional checa. Su puesto más alto dentro del ranking mundial del circuito de la WTA corresponde al N.º 25 alcanzado el 18 de junio.

## Carrera
Petra empezó cu carrera como tenista profesional en el año 2000, desde entonces ha conseguido 15 títulos de la Federación Internacional de Tenis en individuales y 16 en dobles.
En 2007 consiguió su primer título en dobles de la WTA en el ECM Prague Open, disputado en Praga, tras vencer en la final, junto a su compatriota Andrea Hlavackova, a la pareja china formada por Chumei Ji y Shengnan Sun por 7–6(7), 6–2.
En el Abierto de los Estados Unidos 2007 perdió en segunda ronda frente a Elena Dementieva por 3-6, 2-6.
En 2008, en el primer Grand Slam del año el Abierto de Australia 2008 perdió en primera ronda frente a la jugadora española Anabel Medina por 7-6, 6-0. En el segundo grande, el   Torneo de Roland Garros 2008 perdió en octavos de final frente a la serbia Ana Ivanović por 6-0, 6-0.

## TítulosWTA(2; 0+2)

### Individuales (0)
| Leyenda: Antes de 2009 | Leyenda: A partir de 2009 |
| ---------------------- | ------------------------- |
| Grand Slam (0)         |                           |
| WTA Championships (0)  |                           |
| Tier I (0)             | Premier Mandatory (0)     |
| Tier II (0)            | Premier 5 (0)             |
| Tier III (0)           | Premier (0)               |
| Tier IV & V (0)        | International (0)         |

#### Finalista (1)
| N.º | Fecha                | Torneo    | Superficie | Oponentes          | Resultado |
| --- | -------------------- | --------- | ---------- | ------------------ | --------- |
| 1.  | 27 de agosto de 2011 | New Haven | Dura       | Caroline Wozniacki | 4–6, 1–6  |

### Dobles (2)
| Leyenda: Antes de 2009 | Leyenda: A partir de 2009 |
| ---------------------- | ------------------------- |
| Grand Slam (0)         |                           |
| WTA Championships (0)  |                           |
| Tier I (0)             | Premier Mandatory (0)     |
| Tier II (0)            | Premier 5 (0)             |
| Tier III (0)           | Premier (0)               |
| Tier IV & V (1)        | International (1)         |

| No. | Fecha               | Torneo | Superficie    | Pareja            | Oponentes en la final                | Resultado         |
| 1.  | 13 de mayo de 2007  | Praga  | Tierra batida | Andrea Hlavackova | Chumei Ji Shengnan Sun               | 7–6(7) 6–2        |
| 2.  | 28 de abril de 2012 | Fes    | Tierra batida | Alexandra Panova  | Irina-Camelia Begu Alexandra Cadantu | 3-6, 7-6(5), 11-9 |

#### Finalista (3)
| N.º | Fecha               | Torneos   | Superficie    | Pareja         | Oponentes                                          | Resultado        |
| --- | ------------------- | --------- | ------------- | -------------- | -------------------------------------------------- | ---------------- |
| 1.  | 1 de marzo de 2008  | Acapulco  | Tierra batida | Iveta Benešová | Nuria Llagostera Vives María José Martínez Sánchez | 2–6, 4–6         |
| 2.  | 3 de agosto de 2008 | Estocolmo | Dura          | Lucie Šafářová | Iveta Benešová Barbora Záhlavová-Strýcová          | 5–7, 4–6         |
| 3.  | 2 de marzo de 2014  | Acapulco  | Dura          | Iveta Melzer   | Kristina Mladenovic Galina Voskoboeva              | 3–6, 6–2, [5–10] |

## Clasificación histórica
| Torneo          | 2006 | 2007 | 2008 | 2009 | 2010 | 2011 | 2012 | 2013 | 2014 | 2015 | Ganados-Perdidos |
| --------------- | ---- | ---- | ---- | ---- | ---- | ---- | ---- | ---- | ---- | ---- | ---------------- |
| Australian Open | A    | A    | 1R   | 1R   | A    | R    | 2R   | A    | A    | A    | 1–3              |
| Roland Garros   | R    | R    | 4R   | 1R   | A    | R    | 2R   | 3R   | 1R   | 1R   | 6–6              |
| Wimbledon       | R    | R    | 1R   | 1R   | A    | 4R   | 2R   | 3R   | 2R   | 1R   | 7–7              |
| U.S. Open       | R    | 2R   | 1R   | R    | R    | 2R   | A    | 1R   | 2R   |      | 3–5              |
| Grand Slam G-P  | 0-0  | 1-1  | 3-4  | 0-3  | 0-0  | 4-2  | 3-3  | 4-4  | 2-3  | 2-2  | 19-21            |
| Torneos Ganados | 0    | 0    | 0    | 0    | 0    | 0    | 0    | 0    | 0    |      | 0                |
| Ranking         | 219  | 103  | 82   | 149  | 142  | 31   | 55   | 132  | 59   |      | N/A              |

A = Ausente, no participó
R = Perdió en rondas previas clasificatorias